# Hendrik Potgieter
Pour les articles homonymes, voir Potgieter.
Andries Hendrik Potgieter (19 décembre 1792 - 16 décembre 1852) était un chef Voortrekker d'Afrique du Sud, premier chef d'État de la république boer de Potchefstroom entre 1840 et 1845 et premier chef d'État de la république de Zoutpansberg entre 1845 et 1852.

## Origines
Potgieter est né dans le district de Graaff-Reinet, colonie du Cap. 
D'ascendance néerlandaise, il est le fils de Hermanus Potgieter (1765-vers 1871) et de Petronella Margaretha née Krugel (1773-1802). 
Il grandit dans la ferme de ses parents avec ses frères Hermanus Philippus, Jacobus Johannes et Willem Jacobus. 
Il participe aux combats de frontières contre les tribus natives noires d'Afrique du Sud.

## Un chef Voortrekker
Comme de nombreux autres fermiers Boers de la colonie, il décide en 1834 de s'émanciper de la tutelle britannique et participe au Grand Trek. En 1835, il dirige un convoi de pionniers sur les traces de Louis Tregardt et de Johannes Hendrik Janse van Rensburg. 
Il est en cours de route rejoint par le leader spirituel des Voortrekkers, Sarel Cilliers.
La colonne de Potgieter est la première à s'établir entre les rivières Vet et Vaal, dans la région de Thaba Nchu, au nord de ce qui deviendra l'État libre d'Orange. Il y forme le premier gouvernement voortrekker, composé de 7 membres, présidé par Gerrit Maritz. Laissant derrière lui la majorité de son groupe, Potgieter (qui est alors commandant en chef du gouvernement voortrekker) mène une mission exploratoire dans les régions au-delà du Vaal, avec quelques de ses compagnons, et rejoint le groupe de Louis Tregardt. 
L'attaque par un groupe de Ndébélés du groupe de Potgieter, tuant six hommes, deux femmes et six enfants, met fin à la coexistence pacifique entre les Boers et les tribus africaines. Le 20 octobre 1836, Potgieter et 35 de ses voortrekkers, retranchés en laager, repoussent au prix de deux tués un assaut de  près de 5 000 guerriers Ndébélés à la bataille de Vegkop puis, à partir de janvier 1837, ripostent par des raids punitifs, avec l'aide d'alliés Barolongs et du groupe de Gert Maritz, repoussant vers le nord, le chef Mzilikazi et ses partisans qui trouvent refuge au-delà du fleuve Limpopo. 
Néanmoins, des désaccords entre Maritz et Potgieter aboutissent de fortes mésententes au sein du groupe de voortrekkers. En avril 1837, Piet Retief est élu chef des Voortrekkers et commandant en chef tandis que Maritz est élu chef du pouvoir judiciaire. Potgieter n'obtient aucun poste au sein du gouvernement. 
À l'hiver 1837, la majorité des voortrekkers de Trans-Orange, comme Retief, Maritz et Piet Uys s'expriment pour reprendre leur route vers le Natal. Potgieter préfèrerait reprendre la route vers le nord avec l'objectif de rejoindre Tregardt. 
En 1838, avec un autre leader voortrekker, Pieter Uys, il vient prêter main-forte aux Voortrekkers du Natal après l'assassinat de Piet Retief et des siens par le Roi zoulou Dingane et après le massacre de Voortrekkers à Bloukrans. 
Mais l'aptitude et le commandement de Potgieter sont remis en cause après la bataille d'Italeni. Dégouté, il  retourne dans sa communauté établie au nord de l'État libre d'Orange et établit en décembre 1838 une communauté à Potchefstroom (baptisée en son honneur). Lorsque les Britanniques prennent le contrôle du Natal, Potgieter est déterminé à vivre au-dessus du 25e parallèle sud, loin de la domination anglaise. Il fonde une nouvelle République boer en avril 1844 dont il se déclare le président

Drapeau des voortrekkers de Potgieter à Potchefstroom

Dans cette région située au nord du fleuve vaal, aucune frontière précise n'existe ou n'a été délimitée. Dans le Transvaal de l'Est où Hendrik Potgieter prospecte en 1845, un accord est conclu avec le chef Sekwati des Bapedi, roi des Maroteng. Il y fonde alors pour ses voortrekkers la petite ville d'Ohrigstad (baptisée Andries-Ohrigstad en hommage à  Potgieter et à un marchand néerlandais établi localement, George Ohrig) où il compte déplacer le siège de l'assemblée de la république (Volksraad). Mais c'est une zone où sévit le paludisme. La ville est finalement abandonnée en 1848 et ses résidents se rabattent plus au sud, à Lydenburg. 
Durant toutes ces années, Potgieter voyage beaucoup, se rend à Lourenço Marquès ou dans le matabeleland, et explore toutes les possibilités d'établissement en vue de développer des routes commerciales vers les côtes.
Il s'installe à Zoutpansbergdorp, qui deviendra plus tard Schoemansdal, en 1848-49. Il y gère un commerce d'armes et de munitions. Sa santé se détériore et il limite ses déplacements. En mai 1852, il se rend à Rustenburg où il se réconcilie avec Pretorius et approuve le traité de Sand River sur l'indépendance du Transvaal. Il fonde la ville de Vredenburg pour sceller cette réconciliation.
En septembre 1852, en route vers Zoutpansbergdorp, il rencontre à Warmbath le révérend Andrew Murray. Le 15 décembre 1852, de retour à Zoutpansbergdorp, il reçoit la visite d'un représentant du roi Mzilikazi, chef des Matabeles. 
Potgieter meurt le lendemain, 16 décembre 1852, 3 jours avant son 60e anniversaire.

## Famille Potgieter

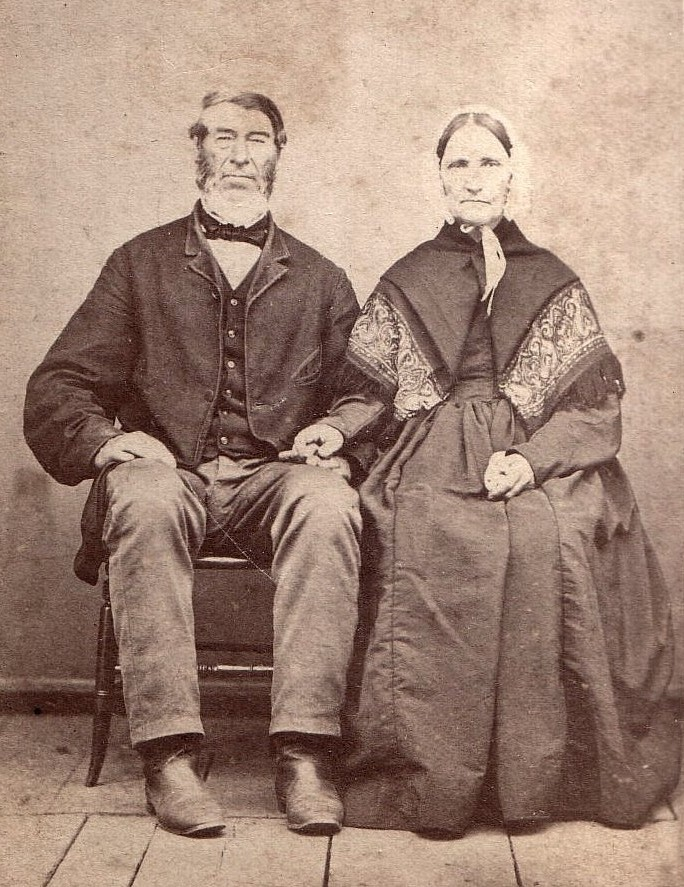
Photographie supposée d'Hendrik Potgieter et de sa dernière épouse, Susanna Maria la Grange, vers 1852

- Hermanus Potgieter (1797-1854) : frère d'Hendrik Potgieter. Hermanus Potgieter est, avec son fils Willem Jacobus, l'une des victimes du massacre perpétré par le chef Makapan,
- Elizabeth Helena Botha (née le 27 janvier 1795 et morte le 7 mai 1841): épouse Hendrik Potgieter en 1812. Le couple aura 14 enfants dont :
  - Piet Potgieter : né le 24 décembre 1822, il s'est marié à Elsje Aletta van Heerden à Potchefstroom. Le couple aura 4 filles et 3 garçons, le dernier Pieter Johannes, étant né le 19 janvier 1855, quelques jours après la mort de Piet Potgieter, tué le 6 novembre 1854 durant le siège de Makapan. La ville de Potgietersrus fut baptisée en son honneur.
- Mme Bronkhorst-Van der Merwe, sa deuxième épouse (1841) décédée en 1842
- Catharina Elizabeth Erasmus (née le 8 juillet 1808 et morte le 25 mai 1852), sa troisième épouse à partir de 1843 et avec laquelle il aura 3 enfants.
- Susanna Maria La Grange (1805- 19 décembre 1852), sa quatrième épouse (5 juillet 1852)